# Elezioni presidenziali a São Tomé e Príncipe del 2016
Le elezioni presidenziali a São Tomé e Príncipe del 2016 si tennero il 17 luglio (primo turno) e il 7 agosto (secondo turno).
In vista del turno di ballottaggio, lo sfidante Manuel Pinto da Costa ritirò la propria candidatura.

## Risultati
| Candidati             | Partiti                                                                   | I turno | I turno | II turno | II turno |
| Candidati             | Partiti                                                                   | Voti    | %       | Voti     | %        |
| --------------------- | ------------------------------------------------------------------------- | ------- | ------- | -------- | -------- |
| Evaristo Carvalho     | Azione Democratica Indipendente                                           | 34 522  | 49,88   | 41 820   | 100,00   |
| Manuel Pinto da Costa | Indipendente                                                              | 17 188  | 24,83   |          |          |
| Maria das Neves       | Movimento di Liberazione di São Tomé e Príncipe/Partito Socialdemocratico | 16 828  | 24,31   |          |          |
| Manuel do Rosário     | Indipendente                                                              | 478     | 0,69    |          |          |
| Hélder Barros         | Indipendente                                                              | 194     | 0,28    |          |          |
| Totale                | Totale                                                                    | 69 210  | 100     | 41 820   | 100      |